# Poësis
De poësis was in het Belgisch onderwijssysteem tot ver in de jaren tachtig de vijfde klas van de klassieke humaniora (vergelijkbaar met het Nederlandse gymnasium), waarbij de nadruk lag op de studie van poëzie van Griekse en Latijnse auteurs zoals Ovidius en Vergilius, maar ook bij de studie van de moderne talen kwamen dichters ruim aan bod.
In de zesde klas of de retorica lag het accent op de studie van klassieke redenaars als Cicero en Bossuet. In deze jaren bestudeerde men ook de klassieke tragedieschrijvers zoals Euripides, Sofokles, Aristofanes en Jean Racine en Corneille. Ook in Nederland zijn, minstens tot halverwege de jaren zestig, de benaming poësis voor de 5e en retorica voor de 6e klas gymnasium gebruikt.
Sinds de invoering van het vso (vernieuwd secundair onderwijs, vanaf september 1970) en de invoering van het aso (algemeen secundair onderwijs), wordt deze benaming niet meer gebruikt door het ministerie van onderwijs.